# Karen Olsen Beck
Rita Karen Olsen Beck (sinh ngày 31 tháng 1 năm 1933 Copenhagen, Đan Mạch)  là một nhà ngoại giao, chính trị gia và nhân viên xã hội người Mỹ gốc Đan Mạch - Costa Rica. Bà đã từng là Đệ nhất phu nhân của Costa Rica trong các chính phủ của chồng bà Jose Figueres Ferrer 1954-1958 và 1970 mật1974, một nữ nghị sĩ lập pháp và Đại sứ của Costa Rica tại Israel.

## Tiểu sử
Olsen sinh ra Rita Karen Olsen tại Copenhagen, Đan Mạch. Cha mẹ cô, Walter Olsen và Karen Beck Olsen, đã di cư sang Hoa Kỳ từ Đan Mạch và trở thành công dân Hoa Kỳ. Cô là người gốc Yorktown Heights, New York.
Ngay từ khi còn nhỏ, cô đã thể hiện sự quan tâm lớn đối với các vấn đề xã hội. Trong khi một sinh viên tại Mary Washington College, hiện được gọi là Đại học Mary Washington, cô đã tham gia vào một số phong trào thúc đẩy sự đoàn kết và bảo vệ người nghèo. Sau khi tốt nghiệp trường Mary Washington College, Olsen đăng ký vào Đại học Copenhagen để nghiên cứu khoa học xã hội. Sau đó, cô nhận bằng Thạc sĩ Nghệ thuật xã hội học từ Đại học Columbia ở Thành phố New York.
Cô kết hôn với Tổng thống Costa Rica lúc bấy giờ, ông Jose Figueres Ferrer, vào ngày 7 tháng 2 năm 1954, trở thành Đệ nhất phu nhân của đất nước. Olsen 23 tuổi vào thời điểm đám cưới, trong khi Figueres 47 tuổi. Buổi lễ được thực hiện tại nhà của anh trai của Figueres, Antonio Figueres, bởi Đức Tổng Giám mục Ruben Odio Herrera. Tổng thống Figueres đã ly dị người vợ đầu tiên của mình, cựu Đệ nhất phu nhân Henrietta Bogss, vào ngày 1 tháng 1 năm 1954.
Với Figueres, cô có bốn người con, bao gồm cả Jose María, cũng là chủ tịch của Costa Rica 1994 – 1998; và Christiana Figueres, một chuyên gia về môi trường và biến đổi khí hậu, là Thư ký điều hành của Công ước khung của Liên hợp quốc về biến đổi khí hậu.